# 虎ノ門琴平タワー
虎ノ門琴平タワー（とらのもんことひらタワー）は、東京都港区虎ノ門一丁目の超高層ビルである。

## 歴史
金刀比羅宮の敷地には、株式会社虎門琴平会館ビルにより1965年に「虎門琴平会館ビル」が建設されたが、OA化や耐震性改善に対処するため三井不動産と共同で建て替えることとなった。2002年8月8日に起工式を実施、約2年3ヶ月の工期ののち、2004年11月25日に竣工式が執り行われた。事業比率は三井不動産65.75%、株式会社虎門琴平会館ビル27.16%、宗教法人金刀比羅宮7.09%で、竣工後に日本ビルファンド投資法人が虎門琴平会館ビルの持分を取得。同投資法人は、2006年には千代田区丸の内のJFEビルディング（後年に解体され、現在は三井住友銀行本店ビルディング）と交換する形で三井不動産の持ち分を追加取得した。

## 構造

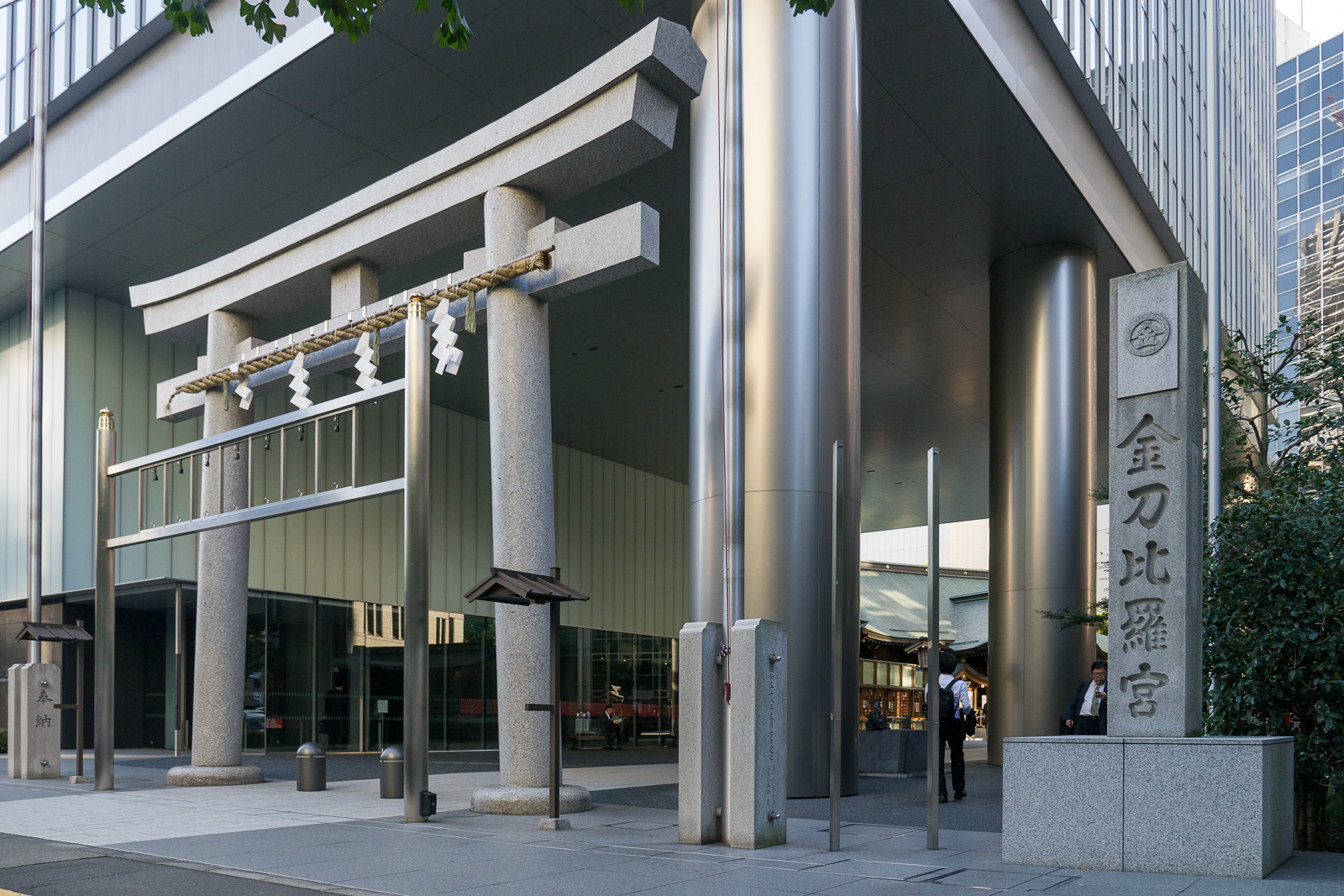
ピロティの参道

鉄骨構造（一部鉄骨鉄筋コンクリート構造）の地上26階、地下3階建で、最高部の高さは115.2m。総合設計制度を活用するとともに金刀比羅宮の余剰容積率を活用している。下層部は高さ10.5mのピロティで、正面の桜田通りから金刀比羅宮への参道となる。その脇に高さ3.5mのガラス張りのロビーが設けられた。建物のうち1階、3階、26階は宗教法人金刀比羅宮、4階から25階にかけてのオフィス部分は日本ビルファンド投資法人が所有し、日経ラジオ社（16・17階）ほか複数のテナントが入居する。最寄駅は外堀通り地下を走る東京メトロ銀座線虎ノ門駅と、桜田通り地下を走る東京メトロ日比谷線虎ノ門ヒルズ駅である。
神社の参道と一体型になった再開発ビルは国内でも最初で唯一であり、ほかに寺院の山門と一体化した積和不動産関西南御堂ビルが2019年11月1日に開業している。